# Ланчжун
Ланчжун (кит. трад. 閬中, упр. 阆中, пиньинь Làngzhōng) — городской уезд в составе городского округа Наньчун провинции Сычуань (КНР). Название в переводе означает «внутри [изгиба реки] Ланшуй».
С 1986 года признан значимым историческим городом, сейчас является центром туризма, центральная часть города поддерживается в традиционном виде.

## История
В период Сражающихся царств Ланчжун  был столицей царства Ба. В 316 году до н.э. царство Ба было завоёвано царством Цинь, и в 314 году до н. э. был основан уезд Ланчжун (阆中县), который более 2000 лет оставался важнейшим центром в северной Сычуани. В эпохи Хань и Тан здесь процветали астрономические исследования.
В период падения империи  Хань и войны, которая привела к эпохе Троецарствия Ланчжун играл важную роль. Здесь обосновалась армия царства Шу, и легендарный Чжан Фэй патрулировал город. Здесь же находится его могила и мемориальный комплекс.
При империи Суй Ланчжун был переименован в Ланнэй (阆内); при империи Тан ему было возвращено название Ланчжун.
Во времена Мин и Цин на короткие промежутки времени Ланчжун становился центром провинции.
В 1950 году уезд Ланчжун вошёл в состав Специального района Цзяньгэ (剑阁专区). В 1952 году был создан Специальный район Наньчун (南充专区) провинции Сычуань, и уезд Ланчжун перешёл в его состав. В 1970 году Специальный район Наньчун был переименован в Округ Наньчун (南充地区).
В 1991 году уезд Ланчжун был преобразован в городской уезд. В 1993 году постановлением Госсовета КНР округ Наньчун был преобразован в городской округ Наньчун.

## Административное деление
Городской уезд Ланчжун делится на 4 уличных комитета, 25 посёлков, 20 волостей и 1 национальную волость.

## Культура
Сохранилось традиционное ручное производство шёлковых ковров.

## Достопримечательности
Вся центральная часть города сохранена в средневековом виде.
- Храм Чжан Фэя c мемориальной экспозицией эпохи Троецарствия
- Императорский экзаменационный зал эпохи Цин, единственный в Китае экзаменационный зал, хорошо сохранившийся в исходном виде
- Башня Хуагуан (цветочного сияния)
- Башня Чжунтянь (центрального Неба)
- Древняя городская стена
- Выставочный зал культуры Фэншуй
- Музей водной культуры
- Здание губернаторского правления
- Здание управления просвещения
- Резиденция астронома и математика Ло Сяхуна (Западная Хань), предложившего календарь Великого Начала (Тайчу)
- Исторические дома знатных семейств
- Сад Восточной горы (Дуншань) с пагодой
- Две мечети
- Церковь